# مكبح قرصي

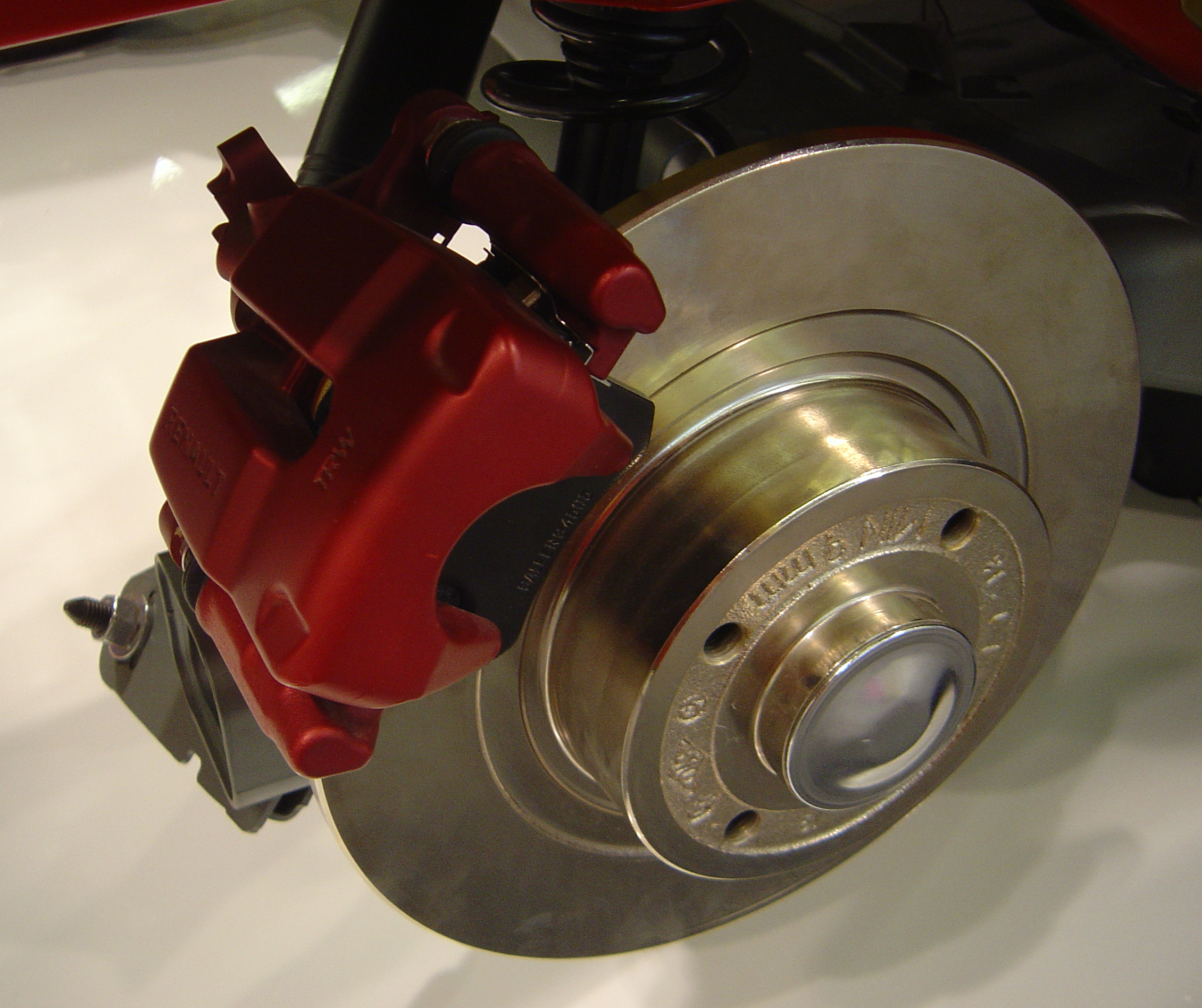
لقطة قريبة للقرص والفكين

مِكْبَحٌ قُرْصِيٌّ أو كَابِحٌ قُرْصِيٌّ هو نوع من المكابح يعمل بالاحتكاك بين فكي المكبح المغطى بالبطانة والقرص الذي يدور بينهما.
تقوم الفرامل بإبطاء السيارة أو إيقافها تماما عن الحركة، وفقا لرغبة السائق. وتعد أهم عناصر التحكم في السيارة خاصة في حالة الأخطار المفاجئة على الطريق. ينقل الطاقة اللازمة للكبح على قرص الكبح (أحد مكونات الحركة) بواسطة الضغط الممارس عليه، مما ينتج عنه احتكاك يقود للتوقف التام أو تخفيف السرعة. وهي عبارة عن صفيحتين معدنيتين تسميا: لقم الكابح الاحتكاكية (breake shoes , brake friction pads) تحويان على جزء معدني يدعى: حافظة الكابح (brake plate) مغطاه بمادة مضادة للأحتكاك (ذات سمك مناسب)تسمى: بطانة الكابح تواجه سطح قرص الكبح.
وسرج المكبح [الألمانية] غلاف يضم مكبس وبطانة المكبح.

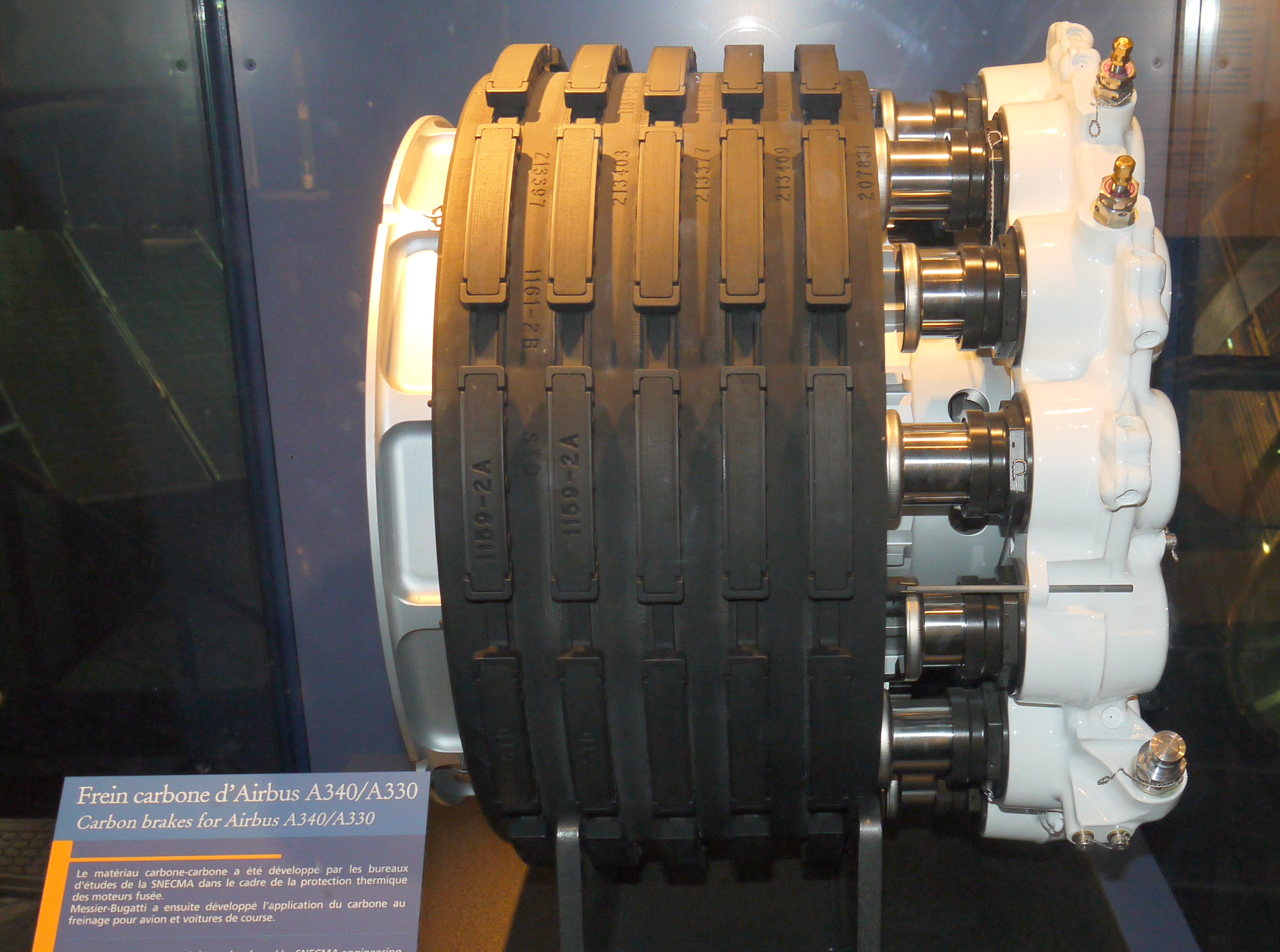
كابح قرصي لطائرة إيرباص أ330 وأ340

بدأ تطوير هذا النوع من الفرامل في إنكلترا تسعينات القرن التاسع عشر. وكان فريديريك و. لانكستر أول من قدم براءة اختراع في معمله في برمنغهام (إنجلترا) عام 1902.

## إستخدامه
يستخدم الكابح القرصي بشكل أساسي في السيارات ويستخدم في بعض الأوقات في الدراجات النارية حيث يستخدم في الدراجات الرياضية بشكل أساسي وفي العادية يستخدم ك كابح امامي مساعد يستخدم في تقليل السرعة أو في حالات الطوارئ فقط حيث أن قوة الكابح الأمامي في الدراجات النارية أضعف من الخلفي بكثير.
يستخدم أيضا الكابح القرصي في الدراجات الجبلية حيث أن ادائه في الدراجات الجبلية ممتاز جدا حيث يستخدم في تقليل السرعة بشكل قوي حيث لا ينقطع سلك المكبح في الدراجات الجبلية بسهولة لأنه مقوى على تحمل جميع أنواع الضغوطات في الطرق الجبلية والسريعة والمنحدرة.